# Rony Lopes
Marcos Paulo Mesquita 'Rony' Lopes (Belém,  28 december 1995) is een in Brazilië geboren Portugees voetballer. Hij speelt doorgaans als offensieve middenvelder. Lopes heeft de dubbele nationaliteit, maar debuteerde in 2017 in het Portugees voetbalelftal.

## Carrière

### Clubs
Lopes verruilde in 2011 de jeugdopleiding van Benfica voor die van Manchester City. In de voorbereiding op het seizoen 2012/13 sloot hij daar aan bij de selectie van het eerste elftal. Hij speelde mee in zes van de zeven oefenwedstrijden. Lopes maakte zijn profdebuut voor City op 5 januari 2013, in de derde ronde van de FA Cup, tegen Watford. Hij viel twee minuten voor tijd in voor David Silva. In de blessuretijd scoorde hij 3-0 voor Manchester City. Daarmee werd hij de jongste speler doelpuntenmaker ooit in het eerste elftal van The Citizens. City verhuurde Lopes gedurende het seizoen 2014/15 aan Lille OSC. Daarvoor speelde hij dat jaar 23 competitiewedstrijden in de Ligue 1.
Lopes tekende in augustus 2015 een contract tot medio 2020 bij AS Monaco, de nummer drie van de Ligue 1 in het voorgaande seizoen. Dat betaalde circa €12.400.000,- voor hem aan Manchester City. Zijn verkoop zorgde voor enige interne verwarring bij de Engelse club. Dertig minuten voor City officieel bekendmaakte dat Lopes was verkocht, dacht toenmalig coach Manuel Pellegrini nog dat hij werd verhuurd.

### Interlands
Lopes speelde zes interlands voor Portugal –17. Daarna was hij actief voor Portugal –19, waarvoor hij veertien doelpunten in 21 wedstrijden scoorde. In 2014 werd hij opgenomen in Portugal –21.

## Clubstatistieken
| Seizoen | Club            | Competitie       | Competitie | Competitie | Beker | Beker | Internationaal | Internationaal | Totaal | Totaal |
| Seizoen | Club            | Competitie       | Wed.       | Dlp.       | Wed.  | Dlp.  | Wed.           | Dlp.           | Wed.   | Dlp.   |
| ------- | --------------- | ---------------- | ---------- | ---------- | ----- | ----- | -------------- | -------------- | ------ | ------ |
| 2012/13 | Manchester City | Premier League   | 0          | 0          | 1     | 1     | 0              | 0              | 1      | 1      |
| 2013/14 | Manchester City | Premier League   | 0          | 0          | 4     | 0     | 0              | 0              | 4      | 0      |
| 2014/15 | → Lille OSC     | Ligue            | 23         | 3          | 1     | 0     | 3              | 0              | 27     | 3      |
| 2015/16 | AS Monaco       | Ligue            | 2          | 0          | 0     | 0     | 0              | 0              | 2      | 0      |
| 2015/16 | → Lille OSC     | Ligue            | 12         | 2          | 4     | 1     | —              | —              | 16     | 3      |
| 2016/17 | → Lille OSC     | Ligue            | 25         | 4          | 2     | 2     | 2              | 0              | 29     | 6      |
| 2017/18 | AS Monaco       | Ligue            | 38         | 15         | 6     | 1     | 5              | 1              | 49     | 17     |
| 2018/19 | AS Monaco       | Ligue            | 24         | 2          | 4     | 2     | 0              | 0              | 28     | 4      |
| 2019/20 | AS Monaco       | Ligue            | 1          | 0          | 0     | 0     | 0              | 0              | 1      | 0      |
| 2019/20 | Sevilla FC      | Primera División | 0          | 0          | 0     | 0     | 0              | 0              | 0      | 0      |
| Totaal  | Totaal          | Totaal           | 125        | 26         | 22    | 7     | 10             | 1              | 157    | 34     |

Bijgewerkt t/m 14 augustus 2019

## Erelijst
| Competitie         |                 |                 |                 |                 |
| Competitie         | Aantal          | Jaren           |                 |                 |
| Manchester City    | Manchester City | Manchester City | Manchester City | Manchester City |
| ------------------ | --------------- | --------------- | --------------- | --------------- |
| League Cup         | 1x              | 2013/14         |                 |                 |
| Sevilla FC         |                 |                 |                 |                 |
| UEFA Europa League | 1x              | 2019/20         |                 |                 |
| Olympiakos         |                 |                 |                 |                 |
| Super League       | 1x              | 2021/22         |                 |                 |

2 Gómez ·
3 Bambu ·
4 Niakaté ·
6 Carvalho ·
7 Bruma ·
8 Moutinho ·
9 El Ouazzani ·
10 A. Horta ·
11 Fernandes ·
12 Sá ·
13 Ferreira ·
15 Oliveira ·
16 Zalazar ·
19 Marín ·
20 Gharbi ·
21 R. Horta  ·
22 Helguera ·
25 Ribeiro ·
26 Arrey-Mbi ·
27 Guitane ·
29 Gorby ·
33 Marques ·
77 Martínez ·
90 Fernández ·
91 Horníček ·
Coach: Carvalhal
· Keeperstrainer: Carvalho